# Trichocentrum teaguei
Trichocentrum teaguei là một loài thực vật có hoa trong họ Lan. Loài này được Christenson miêu tả khoa học đầu tiên năm 1997.